# Buninginea, Alba
Buninginea este un sat în comuna Ciuruleasa din județul Alba, Transilvania, România.